# Herman Dahlbäck
Nils Herman Dahlbäck (ur. 7 marca 1891 w Malmö, zm. 16 lipca 1968 tamże) – szwedzki wioślarz, srebrny medalista olimpijski.
Wystąpił na igrzyskach olimpijskich w Sztokholmie w 1912, gdzie szwedzka osada Roddklubben af 1912 w składzie: Ture Rosvall, William Bruhn-Möller, Conrad Brunkman, Herman Dahlbäck i Leo Wilkens (sternik) zdobyła srebrny medal w czwórkach ze sternikiem (w łodziach z wewnętrznymi odsadniami). W finale Szwedzi przegrali z Duńczykami z osady Nykjøbings paa Falster o 12,3 sekundy. Na tej samej imprezie wystartował również w rywalizacji ósemek, jednak jego osada odpadła w ćwierćfinałach. Były to jego jedyne starty olimpijskie.